# 아나톨리 쿨리코프

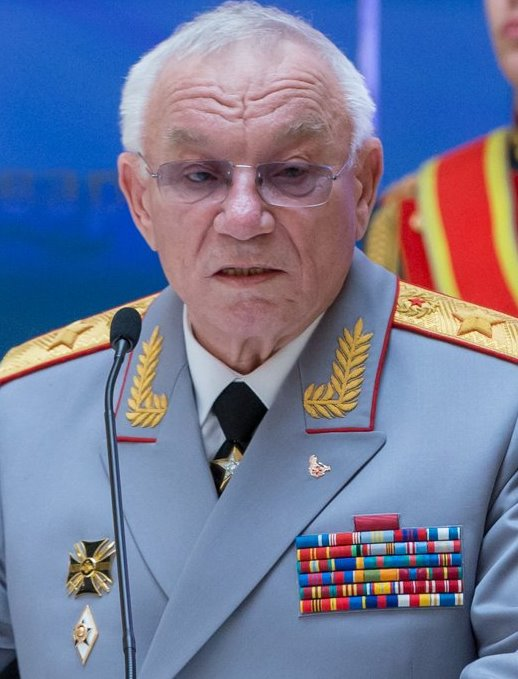
아나톨리 쿨리코프

아나톨리 세르게예비치 쿨리코프(러시아어: Анатолий Серге́евич Кулико́в, 1946년 9월 4일, 러시아 소비에트 연방 사회주의 공화국 스타브로폴 변경주 ~)는 러시아의 육군대장, 전 러시아 내무부 장관 (1995년 ~ 1998년)이다.
1992년, 쿨리코프는 러시아 내무군 사령관이 되었다. 따라서 쿨리코프는 모스크바에서 일어난 1993년 러시아 헌정 위기와 제1차 체첸 전쟁 동안 친정부 세력 지휘관이었다. 1995년 초, 쿨리코프는 체첸에서 연방군 합동전대 사령관으로 임명되었으며 악명 높은 사마시키 학살 당시 러시아군을 지휘했다.
1995년 7월에 벌어진 부됴놉스크 병원 인질극 이후, 쿨리코프는 빅토르 예린의 뒤를 이어 러시아 내무장관이 되었다. 1996년 8월, 러시아 안전보장이사회 사무총장에 임명된 알렉산드르 레베디는 그로즈니 전투에서 벌어진 참상의 책임을 쿨리코프에게 돌리면서 보리스 옐친 대통령에게 쿨리코프를 해임할 것을 요청했다. 그러나 옐친은 레베디의 요청을 거절했고 10월에 레베디를 러시아 안전보장이사회 사무총장 자리에서 물러나게 했다.
1997년, 쿨리코프는 체르노이 형제와 르우벤 형제를 이스라엘의 안톤 말렙스키가 이끄는 이즈마일롭스카야 마피아와 연결했지만, 1998년 3월, 보리스 옐친은 빅토르 체르노미르딘이 이끄는 제2기 체르노미르딘 내각을 사퇴하게 함과 동시에 쿨리코프를 해임하였다.
구 내각 장관 대부분은 세르게이 키리옌코 내각에서 재임명되었지만, 쿨리코프는 그렇지 않았고, 세르게이 스테파신이 차기 내무장관이 되었다. 그 후 쿨리코프는 1999년 선거와 2003년 선거에서 두 차례 국가두마 의원으로 선출되었으며, 친정부 성향을 표방하는 통합 러시아 파벌의 구성원이었다.